# Tim Schneider
Tim Schneider (ur. 1 września 1997 w Berlinie) – niemiecki koszykarz, występujący na pozycji  silnego skrzydłowego, reprezentant kraju, obecnie zawodnik Alby Berlin.
Do 2011 grał w koszykówkę, w sekcji młodzieżowej klubu RSV Eintracht Stahnsdorf. Następnie przeszedł do Alby Berlin, aby tam kontynuować kolejne etapy kariery młodzieżowca.

## Osiągnięcia
Stan na 15 czerwca 2022, na podstawie, o ile nie zaznaczono inaczej.

### Drużynowe
- Mistrz:
  - Niemiec (2020, 2021)
  - Niemiec U–19 (2014)[1]
- Wicemistrz:
  - Eurocup (2019)
  - Niemiec (2018, 2019)
- Zdobywca Pucharu Niemiec (2020, 2022)
- Finalista Pucharu Niemiec (2018, 2019, 2021)
- Uczestnik rozgrywek międzynarodowych:
  - Euroligi (2019/2020 – 15 .miejsce, 2020/2021 – 15 .miejsce, 2021/2022 – 10. miejsce)
  - Eurocup (2017/2018 – TOP 16, 2018/2019)

### Reprezentacja
Seniorska
- Uczestnik europejskich kwalifikacji do mistrzostw świata (2017)

Młodzieżowe
- Uczestnik:
  - uniwersjady (2019 – 5. miejsce)
  - mistrzostw Europy U–20 (2016 – 4. miejsce, 2017 – 7. miejsce)[4][5]